# Economia de l'Imperi Romà

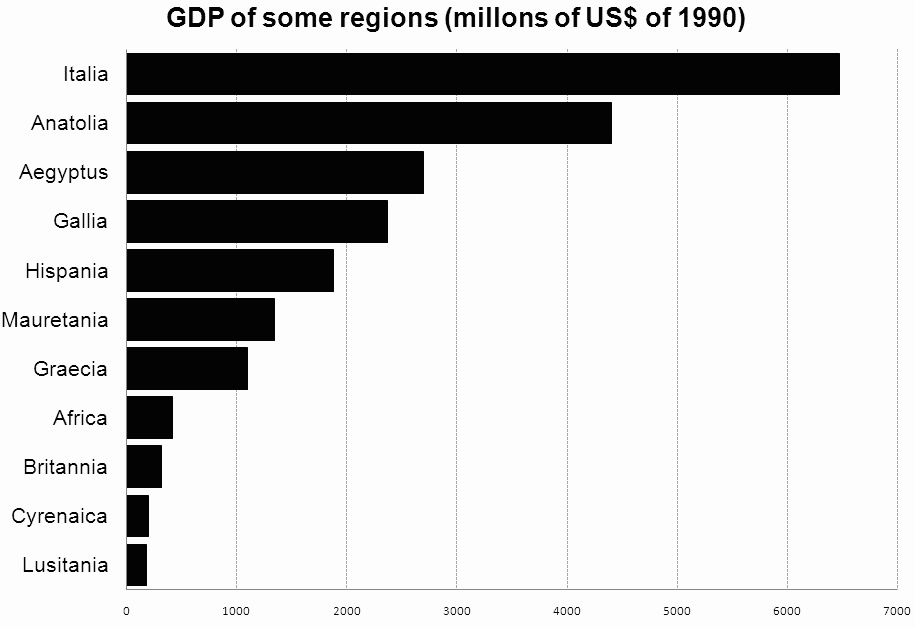
PIB vers l'any 1 dC de diferents regions de l'imperi, s'aprecia el pes d'Itàlia i les regions orientals de l'imperi. Font: Universitat de Groningen

L'economia de l'Imperi Romà es fonamentava en una societat agrícola i esclavista. La majoria dels habitants vivien al camp, on conreaven la terra i tenien cura del bestiar. L'economia estava basada en el sistema de producció que es nodria de l'activitat dels esclaus adquirits, en gran part, entre els presoners de guerra, i que generaven un comerç molt dinàmic en mercats als quals acudien els traficants.

## Economia i les gestes de les legions

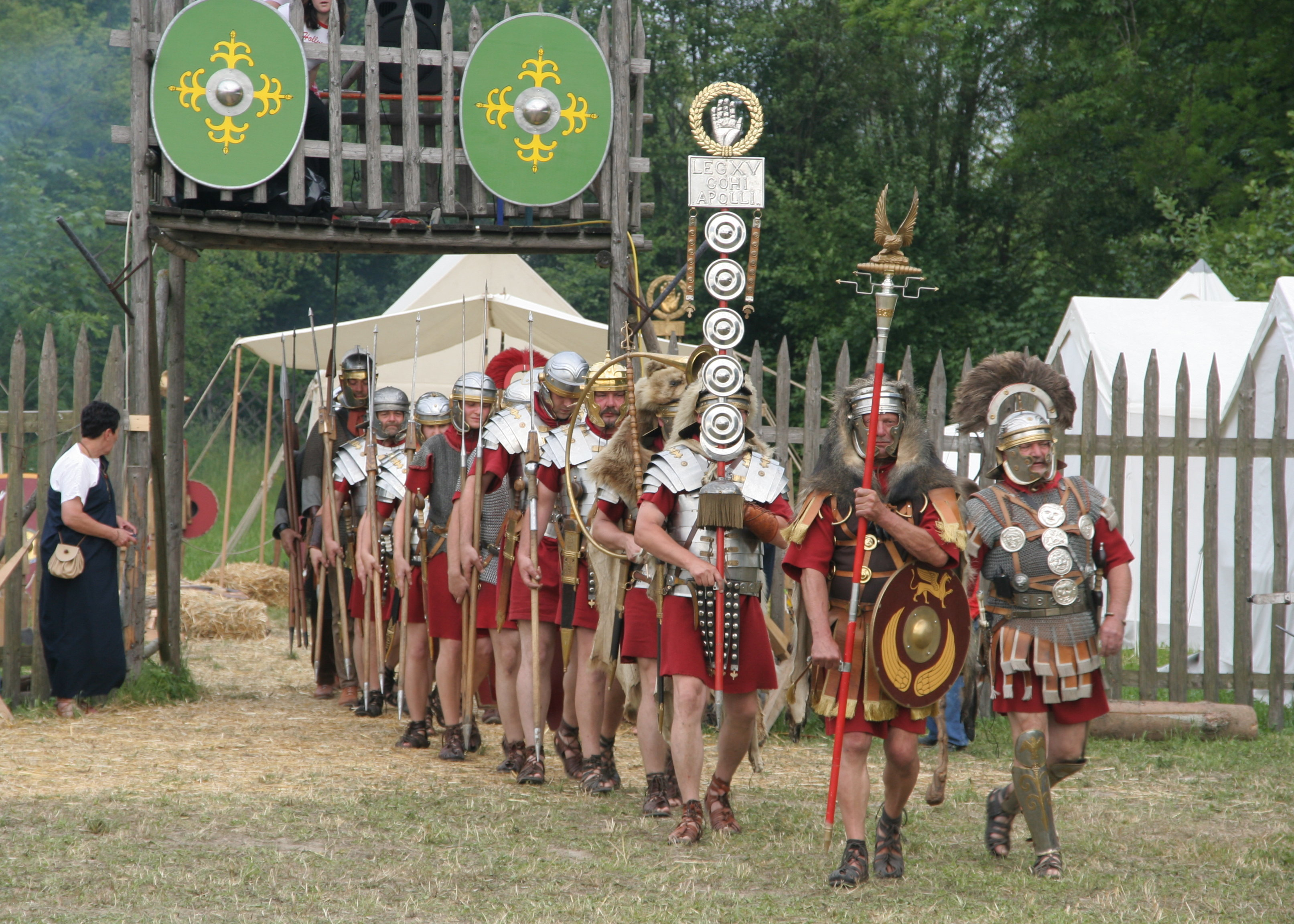
Legionaris amb aquilifer al front i "signum" al darrere.

Abans de l'inici de l'expansió guerrera, la pràctica totalitat de l'economia es basava en una economia rural de subsistència amb poc o escàs tràfic comercial, exceptuant els grans nuclis urbans, situats sobretot a la costa mediterrània, que mantenien un comerç regular amb l'antiga Grècia i Fenícia.

### L'estratègia econòmica de les conquestes

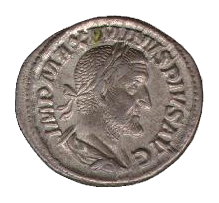
Un Antoní, Moneda romana del

Després de la victòria en la Primera Guerra Púnica, Roma va guanyar els importants mercats de Cartago a part del tribut que li cobrava com compensació per la guerra. Fet que va millorar encara amb la Segona Guerra Púnica i la fallida campanya italiana d'Hanníbal.
Per aquest motiu entre d'altres, un dels primers objectius estratègics de Roma a l'envair Ibèria va ser arrabassar a Cartago les mines properes de Cartago Nova. En part a causa de la pèrdua d'aquests recursos, i en gran part a causa de l'aïllament que havia quedat, Hanníbal va haver de renunciar a la guerra a la península Itàlica el 206 aC.

### Els tributs dels vençuts
Després de la derrota de Cartago, part dels pobles indígenes dels països conquerits estaven obligats a pagar tributs a Roma a través d'una complexa xarxa de pactes i vassallatges. Tot i així al llarg dels segles segle ii aC i segle i aC, Roma va annexionar els territoris conquerits propiciant el saqueig i la rapinya, trencant amb freqüència els tractats de pau que, com els acordats en temps de Semproni Grac, havien permès llargs períodes de pau.
L'aixecament dels pobles conquerits va servir a Roma per a augmentar els seus ingressos mitjançant els immensos botins de guerra obtinguts en campanyes com les de Cató el Vell.
Mentrestant, la costa mediterrània que havia estat conquistada durant la guerra contra Cartago va ràpidament Procés de romanització, començar la seva expansió econòmica i comercial que aviat faria famosos els ports de la Mediterrànea del món romà.
Aquesta política d'obtenció de riqueses per la força va tenir la seua continuïtat en les campanyes de Pompeu i posteriorment de Juli Cèsar, de qui narren les cròniques que va acudir no només a lluitar contra Pompeu, sinó a lucrar-se de la conquesta per pagar als seus creditors.

## L'economia a les ciutats
L'activitat que es duia a terme a les ciutats era molt diferent que la realitzada en el camp. Per als romans, al contrari del que passava amb l'agricultura, el comerç i el treball manual no gaudien de gran consideració. Era normal deixar en mans de classes socials inferiors, d'estrangers i fins i tot d'esclaus. Això pot fer-nos pensar que a les ciutats romans hi havia molt pocs artesans i fabricants d'estris, però, en realitat, no va ser així. Fins i tot, paradoxalment, el Dret romà permetia i promovia una considerable llibertat d'empresa i no penalitzava les operacions comercials. Aquest Dret tenia cura del compliment estricte dels contractes, de fer respectar el dret de propietat privada i d'arribar a un acord ràpid en les disputes. cal dir, pel que fa als contractes, que el seu ús era tan comú com avui en dia. Els contractes que es realitzaven amb l'Estat, generalment d'arrendament de terres per la pastura del bestiar, podien tenir fiadors ( praevides ). També hi havia les Tabulae  (el contracte d'esposalles). Dels contractes s'exigia seu compliment, que, en cas contrari, suposava l'haver de pagar una indemnització per part de l'infractor. També existien contractes per a les vendes ( emancipatio ). Aquests es realitzaven amb el lliurament del bé i el pagament corresponent davant testimonis, i llavors una venda perfecta. Si incomplien els termes, l'infractor havia d'indemnitzar a l'altra part com si li hagués robat el bé. Fins i tot també es feien contractes per al préstec de diners. El prestador lliurava la suma de diners al prestatari davant testimonis, i aquest últim tenia l'obligació ( nexum ) de retornar el capital més els interessos, un 10% anual, generalment. Si el prestatari no pagava, el prestador, després de l'obligat procés judicial, podia desposseir-la de totes les seves propietats per recuperar el prestat, convertir-lo en esclau seu i fins i tot matar-lo, encara que en temps més tardans de la història de Roma aquesta pràctica va caure en desús.
A les ciutats romanes existien nombrosos tallers i "empreses". Cada ciutadà, fos lliure o esclau, desenvolupava una activitat, des de la manufactura i el comerç fins a les professions de mestre, banquer i arquitecte, encara que aquestes últimes no tenien la mateixa consideració que se les dona avui en dia. Teixidors, terrissaires, sabaters, ferrers, tintorers, vidriers, orfebres i un llarg etcètera.
També les obres públiques mobilitzaven a infinitat d'especialistes: paletes, fusters, picapedrers, lampistes, enginyers, arquitectes, etc. Per la seva banda, l'Estat mantenia serveis públics tan importants com l'abastament d'aigua, els bombers (la cèlebre Militia vigilum, instaurada per l'emperador August l'any 22 aC) i les termes, els banys públics on la gent acudia regularment a xerrar i divertir-se, ateses totes elles per mà d'obra esclava.

## La moneda romana
El moviment de mercaderies per l'Imperi Romà era, a més de molt antic, molt fluid. Com tots els economistes saben, perquè el comerç sigui fluid ha d'haver una "mercaderia" el valor unifiqui el de tots els altres productes. És a dir, ha d'haver alguna cosa que pugui ser utilitzat com a patró per "mesurar" el valor de les coses.
En els seus orígens, com en els de totes les civilitzacions, el comerç romà no necessitava la utilització la moneda, ja que s'utilitzava comunament el troc com a mitjà per a realitzar les transaccions. Això queda demostrat, fins i tot, al Dret romà més primitiu, el qual estableix que les multes i sancions s'han de pagar amb els caps de bestiar corresponents. Però quan Roma va començar a expandir per Itàlia i conquerir altres pobles, sobretot als hel·lens que estaven assentats a la Campània, penetrar en un sistema d'estats constituïts a la manera grega. Així, Roma va adoptar el sistema monetari dels hel·lens. Com els romans necessitaven importar metalls per fabricar instruments per al cultiu o bé per fabricar armes, el coure i el bronze van constituir molt aviat un altre article de canvi. Així, les primeres monedes romanes, si més no de les que tenim constància, van ser de coure, encara que el seu valor es mesurava pel que fa al lingot de bronze (aes) i van prendre el nom d'aquest metall, l'as romà.
Amb les seves monedes de coure, el comerç romà molt aviat es va estendre per tot el Laci, per Etrúria i va arribar fins al sud d'Itàlia. Però aquí als romans se'ls va presentar un problema, ja que els grecs que estaven assentats al sud d'Itàlia utilitzaven monedes d'argent, així que van haver de realitzar uns primitius "tipus de canvi".
Quan, després de la guerra contra el rei Pirros del Epir (280-275 aC), Roma va conquerir el sud d'Itàlia i, amb ell, totes les seves ciutats gregues, entre elles l'actual Tàrent, el Senat romà, cap al 268 aC, no va tolerar la diversitat de monedes res més que per a les fraccions en grans quantitats. Així es va adoptar un tipus de moneda comuna per a tot Itàlia i es va centrar la seva encunyació a Roma. Aquesta nova moneda va ser encunyada en argent i va tenir per base el valor legal relatiu dels dos metalls, és a dir el tipus de canvi existent entre el bronze i la plata. Aquesta base va ser la peça de deu asos, ja que deu asos equivalien a una moneda de plata de Tàrent. Així, el nou "diners" romà, o denarius, encunyat, com acabem de dir, en plata, pesava poc més que la dracma d'Atenes. El seu pes nominal era de 4,58 grams, encara que en l'any 217 aC es va rebaixar a 3,9 grams. Si a la moneda apareixia el símbol X o ж significava que tenia un valor equivalent a deu asos, és a dir, que pesava exactament el pes establert per llei.
No s'ha de pensar que, amb la fabricació de la nova moneda, els asos de coure van deixar d'existir. Els denaris s'utilitzaven només en les mitjanes i grans transaccions, deixant l'ús general de les de coure per a les petites. Però ben aviat va resultar evident que l'as era massa petit per aquestes transaccions (ja que, amb l'arribada del denari de plata, es va transformar en poc més que xavalla, en ser una moneda fraccionària), així que es va encunyar una altra moneda en plata. Aquesta moneda tenia menys quantitat de plata (pesava menys) que el denari. Així, es va fixar que la nova moneda, a la qual es va anomenar "sesterci", equivaldria a ¼ de denari ja 2,5 asos. És a dir, el denari, la moneda principal, estaria dividida en quatre sestercis i/o en deu asos.
I, igual que va passar amb el sesterci, a la llarga l'estat romà es va veure obligat a admetre la necessitat d'una altra moneda, ja en temps de l'emperador Neró, que pogués ser utilitzada per l'Estat en les seves enormes transaccions, ja que l'ocupació de milions de denaris o sestercis era molest. Així es va encunyar, de nou, una altra moneda, aquesta vegada en or. L'aparició d'aquesta moneda d'or va fer necessària l'especificació de denarius argentus per al denari original de plata i denarius aureus per al d'or, ja que així es deia aquesta nova moneda, que va ser encunyada amb un pes equivalent a 1/40 de la lliura romana (8,18 gr.), amb la intenció, a més de la ja esmentada, de substituir les estateres de Filip II de Macedònia (que circulaven amb profusió a Roma) per una moneda que alhora guardés una relació senzilla amb les de plata. Un denari auri equivalia a 25 denaris argentat o 100 sestercis de plata. Però a partir de l'any 60 dC, tant la llei del metall com el pes van ser baixant gradualment, fins a arribar, en els temps de Caracal·la, malgrat 6,55 g.
Així, després del mandat de Neró, hi havia quatre tipus de monedes romans principals que, com és de suposar, circulaven per tot el mediterrani:
- Encunyat en coure, l'As.
- Encunyats a plata hi havia el sesterci (2,5 asos) i el Denarius argentus (4 sestercis i/o 10 asos).
- I encunyat a or hi havia el denarius aureus (25 denaris argentus, 100 sestercis i/o 250 asos).

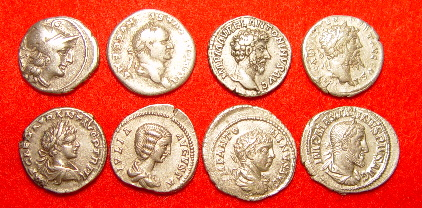
Dalt: c. 157 aC República Romana, c. AD 73 Titus Flavi Vespasià, c. 161 Marc Aureli, c. 194 Septimi Sever;
A sota: c. 199 Caracal·la, c. 200 Júlia Domna, c. 219 Elagàbal, c. 236 Maximí el Traci

## Impostos a Roma
Encara que l'estat romà, òbviament, no pot comparar, quant a institucions, despesa social i desenvolupament, als moderns països d'avui en dia, aquests últims i el primer tenien una cosa en comú: necessiten diners per cobrir les despeses. Tanmateix, a diferència del que passa avui en dia, on la majoria de les despeses estan destinats al que s'anomena el "despesa social" (Sanitat, Educació, Subvencions, Subsidis ...), a Roma la major part, per no dir la totalitat, de les despeses estatals estaven destinats a cobrir les necessitats militars. Si bé és cert que el govern de Roma mantenia certes despeses que avui podríem considerar com socials (distribució gratuïta de gra, policia urbana, termes, jocs, abastiment d'aigua.) la major part dels diners que posseïa el fisc anava a parar a les legions.
A Roma, tot i que l'escola era una institució reconeguda per l'Estat, no era pública, de manera que el govern no es feia càrrec del seu manteniment. I pel que fa a la Sanitat, només podem dir que no existia tal com la coneixem avui en dia. Sí, és cert que hi havia metges, però, en el millor dels casos, atenien els malalts en els propis llars d'aquests i cobraven pels serveis prestats.
Fossin les despeses que fossin, el govern romà havia de fer-los front i, per tant, també tenia necessitat de percebre els ingressos corresponents. Les arques de l'Estat van ser continus pics a l'alça i a la baixa, depenent de la bona o mala administració del Senat romà, en temps de la República, o de l'Emperador, en temps de l'Imperi. En el cas d'aquests últims, els emperadors, uns es van caracteritzar per la seva bona gestió de les finances i pels superàvit que van acumular (com August o Trajà), altres, per la qual austers i "garrepes" que eren en el tema de la despesa pública (com Tiberi o Claudi), i els altres per malbaratar els superàvit que els "garrepes" i els "bons administradors" van aconseguir en la realització de costosos espectacles públics, grans obres monumentals i/o per donar gust a la seva opulència, construint sumptuosos palaus amb tot el luxe imaginable (com Calígula, Neró, Domicià, Còmode, Caracal·la...).
Rarament el govern cobria les despeses només amb els impostos que cobrava, així que, quan calia fer grans desemborsaments, Roma recorria a la guerra per treure un substanciós botí dels països conquerits, que s'utilitzava per cobrir les despeses restants. Aquí tenim una de les possibles causes de la caiguda de Roma, ja que, quan l'Imperi va passar a estar a la defensiva, se li va fer gairebé impossible cobrir les seves pròpies despeses, derivant d'això una monumental crisi fiscal, monetària, econòmica i, per tant, política que va sacsejar els fonaments de l'estat romà, propiciant la seva caiguda.
Un dels primers impostos que es van imposar als ciutadans de Roma, i del que tenim notícies, va ser la  moenia , en temps dels reis. Aquest impost consistia en prestacions a les finques reals, en edificis de la ciutat i en obres públiques.
Un altre dels més antics impostos era el  Sacramentum , el qual era pagat per la persona que perdia un judici. Aquest impost consistia en el fet que, a la vista d'un judici, les dues parts litigants dipositaven un fons, que perdia aquella part que perdia el litigi, el qual era adjudicat als sacerdots perquè el van emprar en els sacrificis públics.
Fins i tot des dels temps dels reis, Roma era un conglomerat de gent. També es va gravar un impost per als residents a Roma que no tenien la ciutadania romana, els anomenats  aeraii , que pagaven una renda. Fins i tot el pasturatge del bestiar en els dominis de terra pública ( Ager publicus ) estava gravat mitjançant la  Scriptura , la qual havia de desemborsar. I meritava també l'arrendament de terres estatals (de l' Ager publicus ) mitjançant un impost anomenat  Vectigalia .

Tanmateix, segons va anar passant el temps i l'estat romà va anar fent més i més gran, alguns dels impostos van desapareixent, com la moenia. Fins i tot els ciutadans romans van tenir el privilegi d'estar exempts dels impostos directes, ja que només contribuïen amb les rendes del Ager publicus (Scriptura i Vectigalia) i amb alguns altres com el Sacramentum; situació de privilegi que després de l'anomenada guerra social o dels aliats (91 aC-89 dC) es va estendre a tot Itàlia, ja que després d'aquesta guerra tots els ciutadans d'Itàlia van ser reconeguts com a ciutadans romans. Així, amb el temps, la major part dels impostos la van haver de pagar els provincians, que era en què realment es dipositaven gairebé totes les contribucions al fisc. En les províncies es van establir dues classes d'impostos, un impost territorial (Tributum Soldi) i un impost per cap (Tributum Capitis). 

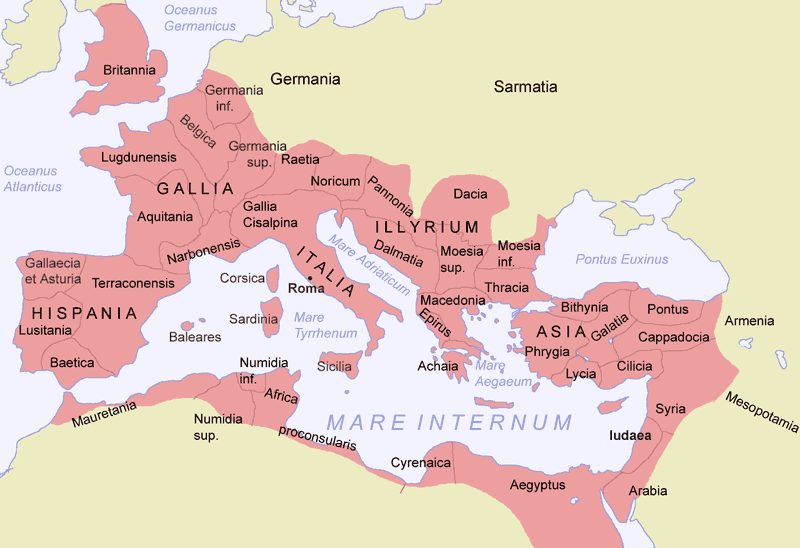
Era de les províncies d'on Roma treia la major part dels seus ingressos. Al mapa, províncies de l'Imperi Romà en el moment de la seva màxima extensió, cap al 117 dC

El tributum soldi el pagaven tots aquells que eren propietaris de béns arrels, tots els provincians i tots els ciutadans romans que vivien fora d'Itàlia. Només estaven exemptes de pagar aquest impost les ciutats que tenien el ius italicum, és a dir, les ciutats d'Itàlia. Per contra, el tributum capitis el pagaven només els provincians, ja que els ciutadans romans estaven exempts. Aquest impost es gravava sobre el capital i els béns immobles i havien de tributar els homes i les dones, exceptuant els nens menors de dotze anys i els ancians. A més, per als provincians es van ampliar els vectigalia, que recollien, a més de l'arrendament de terres de l'ager publicus, alguns impostos indirectes recaptats per companyies de publicani (publicans), entre els quals es trobaven els drets de duana (portoria), l'impost sobre manumissions o alliberament d'esclaus (5%), l'impost sobre la venda d'esclaus (4%) i l'impost sobre el transport de gra.
Tots aquests impostos indirectes eren recollits per les ciutats, els que enviaven a Roma. Totes les ciutats havien enviar a Roma els diners recollits dels impostos (stipendium). Però aquestes també cobraven certa quantitat per al manteniment de les seves vies i dels seus edificis públics, encara que aquesta quantitat "municipal" era cobrada a part dels "impostos estatals". També hi havia algunes tarifes en els ponts, en els passos de muntanya, i per a la navegació fluvial que eren recollides per publicans i que engrossida les arques de les ciutats. Fins i tot es va disposar una taxa que gravava el consum d'aigua pública (la que portaven els aqüeductes), que havia d'abonar cada vegada que es treia aigua d'una font pública.
Si tota aquesta salva d'impostos ens semblen massa, no hem de passar per alt els impostos extraordinaris que, generalment, es realitzaven en forma de requises i eren cobrats per l'administració militar. Els ciutadans de les províncies estaven obligats a aportar, entre altres coses, una habitació temporal per als soldats (fins que es construïa el campament estable), tot tipus d'eines, llenya, blat i, en algunes ocasions, els vaixells de les poblacions marítimes o dels ports fluvials, els adinerats tampoc es lliuraven de les càrregues, aportant esclaus, teles, cuirs, plata i altres objectes de valor.
Si tot això no en tenim prou, durant la República la conducta dels governadors de les províncies no va ser del tot "correcta". Més aviat, no va ser correcta ni dels governadors ni dels publicani que recollien els impostos.
La República sempre va recórrer al sector privat perquè aportés la necessària experiència recaptadora.
Aquest "sector privat" recollia els impostos directes i indirectes i n'hi havia prou per si sol per a provocar la desesperació dels pobres provincians. El sistema de recaptació consistia en el fet que se subhastaven públicament els contractes de recaptació d'impostos, i aquells que guanyaven avançaven a l'Estat el total de l'impost que havien de recaptar. Amb el temps, els multimilionaris van veure el negoci i es van associar en empreses que fins i tot emetien accions, celebraven juntes generals i elegien directors que lideraven el consell d'administració. Òbviament, tota empresa té el dret de treure benefici arran de les seves activitats. Però és que els Publicani no tenien cap pudor a l'hora de recuperar la seva inversió. No només recaptaven la multimilionària quantitat que havien avançat a l'estat, sinó que també tenien com a objectiu el forçar els provincians a pagar un extra pel privilegi de ser desplomats. Els publicani no coneixien límits. Ni els coneixien ni els autors imposaven. Es pot pensar que els governadors estaven obligats a mantenir la justícia i la pau entre els seus súbdits. Almenys això deien els màxims ideals republicans. Però el cert és que els suborns que s'oferien a aquests governadors eren tan enormes que fins i tot els principis més severs acostumaven a dissoldre's i convertir-se en pols.
Naturalment, encara que els provincians seguir estant sota una tremenda pressió fiscal, tota aquesta corrupció va cessar, o almenys va disminuir en gran part, amb l'establiment de l'règim Imperial. Durant la República, els governadors de les províncies eren els mateixos senadors, els Patres que dirigien l'estat. Aquests Patres no havien de retre comptes a ningú sobre la seva gestió, llevat que algú els denunciés públicament i el cas entrés a formar part dels tribunals. Tanmateix, normalment, els senadors eren les persones més influents, riques i poderoses de Roma, així que, ben ajudats pels seus innombrables clients, bé utilitzant la seva enorme fortuna, en la majoria de les ocasions aconseguien corrompre als tribunals i sortir així airosos del problema. I, com això passava gairebé contínuament, que s'atrevia a denunciar públicament les irregularitats comeses per un governador cavava, literalment, la seva pròpia tomba. Però amb l'arribada de l'Imperi els governadors [que, d'altra banda, ja no eren senadors, sinó influents personatges d'un altre grup social, els cavallers, que eren els acomodats però sense rang senatorial, sí que havien de retre comptes de la seva gestió davant d'un superior, l'emperador, que no consentia la més mínima discòrdia civil en els seus províncies. I l'abús en el cobrament d'impostos podia ser un motiu molt propici per a causar una sedició entre els súbdits de Roma, així que els governadors provincials van preferir salvar abans els seus colls que enriquir més encara, però això últim, encara que "d'amagat", el seguir fent. No obstant això, sota la fèrria tutela dels Cèsars, la corrupció va baixar de tal manera que al poble no li va importar la retallada de llibertats que van patir després de la "abolició" del govern República romana|republicà, ja que tots els ciutadans de l'Imperi
| «                              | recelaven del govern del Senat […] a causa de l'avarícia dels magistrats, resultant ineficaç l'auxili de les lleis, que eren distorsionades per la força, el suborn i, a fi de comptes, pels diners. | » |
| — Corneli Tàcit, Annals, I, 2. | |   |

## El comerç

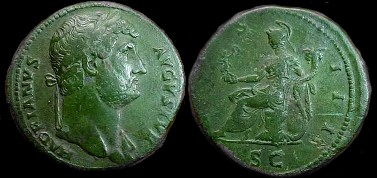
Un sesterci d'Hadrià

El comerç romà va ser el motor que va conduir a l'economia de finals de la República i principis de l'Imperi. Modes i tendències de la historiografia i la cultura popular han tendit a no ocupar-se de la base econòmica de l'imperi en favor de lingua franca que va ser el llatí i les gestes de les legions. Tant la llengua com les legions van ser recolzades pel comerç, sent al mateix temps part de la seva espina dorsal. Els romans eren homes de negocis i la longevitat del seu imperi es va deure al seu comerç.
Encara que en teoria els membres del Senat i les seves famílies tenien prohibit dedicar-se al comerç, els membres de l'ordre eqüestre sí que el van exercir, malgrat els seus aristocràtics valors que feien èmfasis en passatemps militars i activitats recreatives. Els plebeus i lliures tenien botigues o atenien llocs als mercats mentre grans quantitats d'esclaus feien gairebé tot el treball dur. Els propis esclaus eren a més objecte de transaccions comercials, i donada la seva alta proporció en la societat (comparada amb l'antiga Grècia) i la realitat de les fugides, les guerres servils i les revoltes menors, van donar un toc distintiu al comerç romà.
La intricada, complexa i extensa comptabilitat del comerç romà va ser efectuada amb l'ajuda de taulers comptables i àbacs romans. Aquests, que usaven nombres romans, estaven especialment ideats per als comptes en monedes i unitats romanes.
El comerç era molt intens. A principis de l'Imperi el port egipci de Myoshormes, va rebre mercaderies romanes per cinc milions de sextercis. L'Escítia servia de trànsit per a les mercaderies de l'Índia (seda, bàlsams i pedres precioses); de Germània arribaven l'ambre i pedres precioses; d'Ístria i Rècia procedia el vi dolç i aromàtic; d'Il·líria, les pells i bestiar; del Nòric el ferro; de les Gal·lies, cabres, cavalls, llana i or; dels Pirineus, teles i draps; d'Hispània, plata, mel, alum, cera, safrà, peix, blat, cànem i lli; de Britànnia, estany i plom; de Grècia, coure, mel, llanes, púrpures i oli; de l'Àsia Menor, ferro, fusta, goma i llanes; d'Aràbia, mirra, canyella, arbres olorosos i encens; de Pèrsia i Síria, seda i pells; de Tir, púrpura; d'Etiòpia, perfums, marfil, cotó i feres.
Amb Claudi es va iniciar la concessió de monopolis comercials, que van fer augmentar el preu dels productes obligant a fixar el seu preu màxim per llei. Posat cas que algun monopolista retirés el producte de la circulació (augmentant el seu preu) el monopoli passava a un altre comerciant. La concessió de monopolis va ser freqüent en tota l'època imperial.
El comerç romà va ser el motor que va conduir a l'economia de finals de la República i principis de l'Imperi. Modes i tendències de la historiografia i cultura popular han tendit a no ocupar-se de la base econòmica de l'imperi a favor de la lingua franca que va ser el llatí i les gestes de les legions. Tant la llengua com les legions van ser reforçades pel comerç, i al mateix temps part de la seva espina dorsal. Els romans eren homes de negocis i la longevitat del seu imperi es va deure al seu comerç.

Pel fet que, ja en l'últim segle de la República (i no diguem a l'època imperial), la península italiana no podia mantenir a una població tan nombrosa només amb els recursos locals, s'importaven els productes necessaris per a la manutenció i el bon funcionament de la indústria i la vida romana de les províncies on es produïen. Gràcies a la denominada  Pax Romana , el comerç es va desenvolupar en les condicions més favorables. 

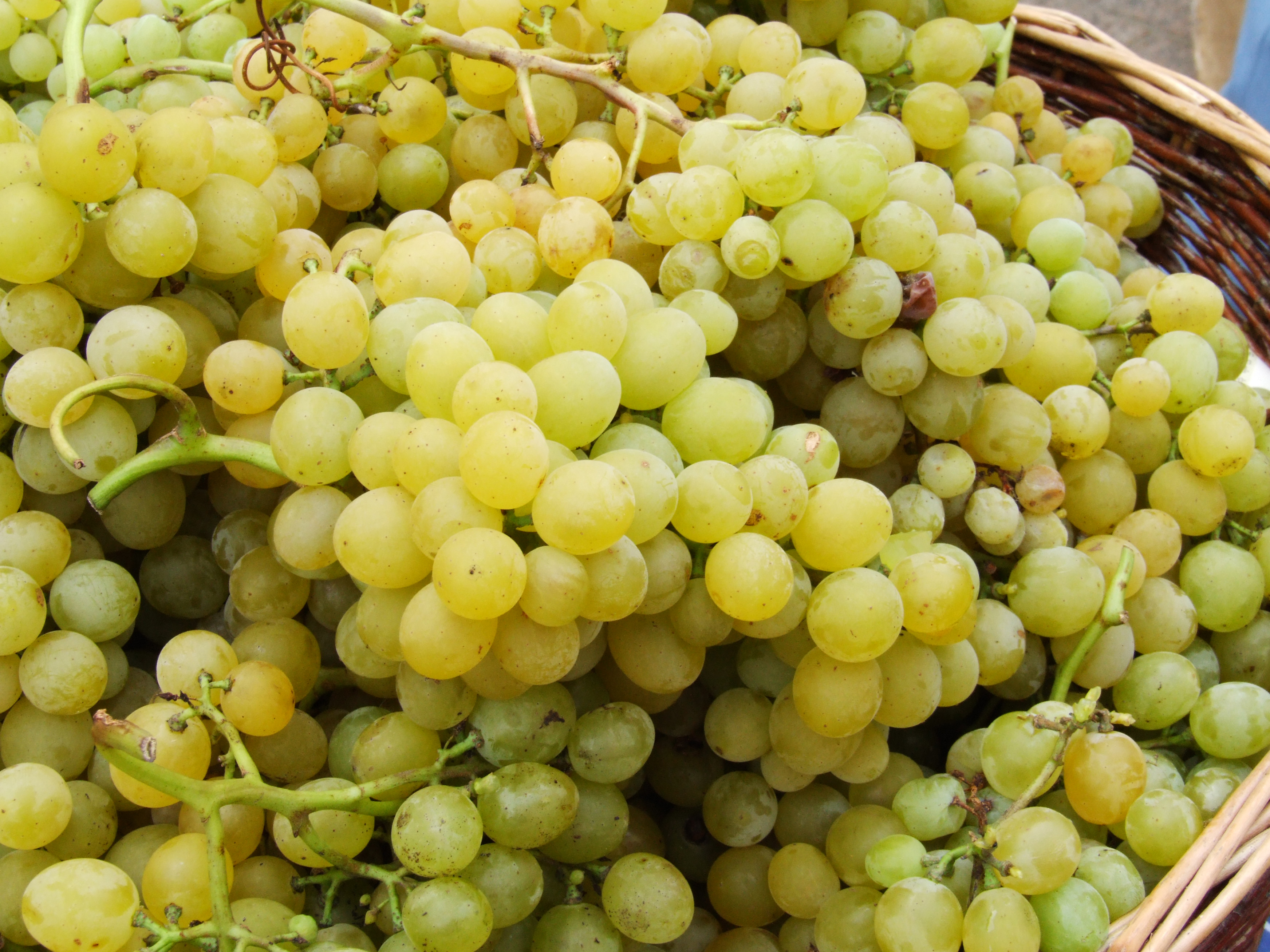
Una de les exportacions d'Itàlia en temps de l'antiga Roma van ser els seus excel·lents vins.

Així, la pirateria i el bandidatge, que havien suposat serioses amenaces per al comerç, havien estat eliminats gairebé del tot. Però la ja esmentada  Pax romana  no només va fer possible l'auge del comerç fins a cotes mai abans vistes, sinó que va provocar un espectacular creixement demogràfic. Aquest creixement va ser més acusat a la Mediterrània occidental, ja que l'orient estava molt poblat. I, com tots els economistes saben, un augment de la població sol produir-se per un augment en el nivell de vida dels ciutadans. Segons diverses estimacions, la població de l'Imperi en temps de Cèsar oscil·lava al voltant dels 60 milions de persones. Sembla probable que el nombre d'habitants de l'imperi a la mort de Marc Aureli (180 dC), fos, almenys, el doble que a la mort de Juli Cèsar (44 aC; C.). Aquestes xifres testimonien, per si soles, l'espectacular augment demogràfic que es va produir, ja que en uns 224 anys, la població de l'Imperi es va multiplicar per dos. I és molt probable que aquestes persones que habitaven l'Imperi estiguessin en una situació econòmica superior a la de milions de persones, tant d'àmbit agrícola com urbà, d'Àsia, Àfrica i Sud Amèrica d'avui en dia.
Generalment, la via de transport més utilitzada, tot i les famoses calçades romans, era el Mediterrani, que es va convertir en la gran via del tràfic comercial, amb una prosperitat que mai abans havia aconseguit. I, dit sigui de passada, poques vegades tornaria a brillar amb tanta lluminositat.
Com és fàcil imaginar, el pròsper comerç arrossegava amb si gent, llengües, costums, religions i problemes de mil orígens i naturaleses, convertint a Roma en un fòrum internacional.

## L'economia agrícola

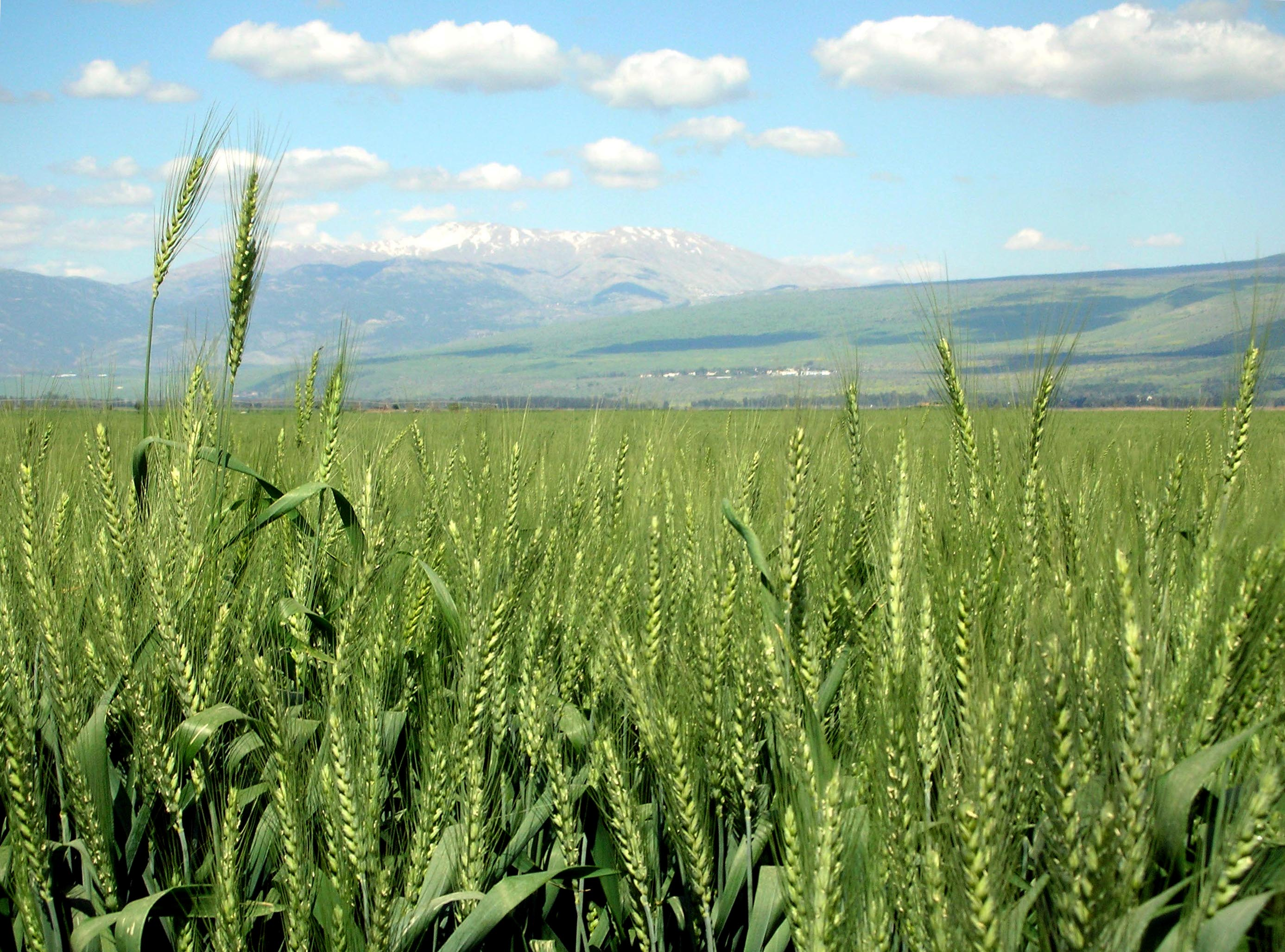
Conreu de blat

Tot i que la vida se centrava a les ciutats, la majoria dels habitants vivien al camp, on conreaven la terra i tenien cura del bestiar. L'economia estava basada en el sistema de producció esclavista. El nombre d'esclaus d'una Hisenda era variable segons el tipus d'explotació, com més esclaus hi havia en una finca, menys bracers o jornalers calien, i sovint per evitar l'ús d'un nombre excessiu de bracers, es transformava una explotació agrària en una explotació ramadera. Una gran part dels esclaus eren presoners de guerra. Existien mercats d'esclaus, als que acudien els traficants. Molts esclaus portaven cadenes, i si estaven marcats amb el signe del senyor es deia que portaven el stigma o notatio.
Les terres agrícoles eren encerclades amb oms, pins o xiprers, mentre que els prats i vergers eren assetjats amb tanques, estaques, fossats o murs de pedra, totxana o ciment. Els esclaus podien descansar en els dies festius i en els de pluja (entre 60 i 80 a l'any aproximadament) i després de la sembra, a l'hivern (uns 30 dies). Sovint els propietaris es prestaven els esclaus per ajudar-se desinteressadament o per un salari convingut. Rarament es contractava a treballadors estrangers llevat del temps de la sega que es necessitava més gent. Llavors es contractaven segadors als quals es pagava amb una part de la collita recollida. Hi havia fins i tot qui acudia a les collites amb els seus esclaus. Altres vegades l'amo venia la collita abans de recollir-la i el comprador feia la recol·lecció. Moltes vegades els amos posaven la collita en mans de Publicans. S'usaven la pala, l'aixada, el pic, el corró, la falç, la forca i altres eines. La feina era realitzat en gran part per esclaus (familia rustica) encapçalats per un capatàs (vilicus) que cobrava i pagava, comprava i venia, exercia la inspecció, i en absència de l'amo també castigava.
Els conreus més comuns eren els cereals, l'olivera, que es plantava enmig dels sembrats i la vinya cobrint els vessants dels turons entre les que no se sembrava. La sembra es feia a la tardor i excepcionalment en primavera. Es practicaven els regs i l'abonat amb fem, margues i vegetals, calç, argila i sorra; els prats naturals eren aprofitats i se'ls millorava amb regs artificials. Com arbres fruiters estaven les figueres, les pereres, les pomeres, el cirerer, l'albercoc, el taronger i el llimoner. Els arbres s'usaven per fusta de construcció.
En els dominis agrícoles s'usava un bou per cada 10 hectàrees aproximadament, que tiraven de l'arada romana. L'ase s'utilitzava preferentment en el transport (fem, llavors, productes…) i per moure les rodes dels molins de farina. Es disposava de vaques de les quals per la producció de llet. El cavall era per l'ús personal del propietari o es criava per vendre'l. S'usaven uns dos bous cada vint-i-cinc hectàrees. En els dominis agrícoles s'usava un bou per cada 10 hectàrees aproximadament, i un ase per cada 15 hectàrees.

### Els grans dominis
Els grans dominis variaven notablement en superfície depenent de la província. Conreaven aquests grans dominis els esclaus, i en els períodes de la collita es contractava a Politors, parcers lliures. El propietari no vivia ni treballava en la hisenda, la visitava periòdicament, encara que a vegades, quan estava en una província allunyada, podia no visitar-la mai. El seu funcionament estava confiat a un villicus (administrador).
Les dependències de la hisenda (Vila Rústica) comprenien: la casa de l'amo, els estables, els graners, els magatzems i els allotjaments del capatàs i dels altres esclaus. L'amo proveïa de vestits i calçats als esclaus, així com el blat, la sal i altres aliments (olives, peix salat, va venir, oli…) en quantitat proporcionada al treball de cadascú (demensum) per la qual cosa el capatàs, que era el més important però el que menys treballava rebia menys (encara que era el que tenia més possibilitats de ser manumès). A les ordres del villicus estava la villica, majordoma de la casa rural (cuinera, cuidadora del rebost, del galliner i del colomar). Seguien els bulbuci (llauradors), els criats, el somerer, el porquer i, si hi havia ramat, el pastor o pastors. Als esclaus se'ls comprava ja adults i quan estaven malalts o vells eren venuts.

#### Ramaderia
Les grans hisendes dedicades a la ramaderia estaven formades per terres de pastures i de boscos i la seva extensió era més gran que els grans dominis agrícoles (es pot dir que com a mínim superaven les dues-centes hectàrees, i en alguns casos arribaven fins a diversos milers). Un terç dels treballadors havien de ser homes lliures. Quan els Politor van desaparèixer van donar pas als Villici, jornalers dirigits pel Procurador o Intendent de la Hisenda. Algunes explotacions agrícoles van arribar a comptar centenars de bracers.
Dels ramats d'ovelles que pasturaven en les muntanyes durant l'estiu, i en els planes a l'hivern s'aprofitava la llana i la carn, apreciada en moltes províncies. La cura dels ramats corresponia gairebé sempre a esclaus que a l'estiu romanien amb el bestiar, fins i tot de nit, allotjant-se en cabanyes o enmig d'assetjats. El pastor gaudia de llibertat de moviments i se li donaven cavalls i armes
Els bous, destinats a les tasques agrícoles, procedien de compres i estaven castrats. Altres cavalls, bous, ases i mules eren destinats a la venda a pagesos, carreters i l'exèrcit. Els animals lliurats a colons o parcers eren cuidats per aquests que havien de retornar una part de les cries i una quantitat de formatge i llet. Hi havia també gallines i coloms que s'alimentaven sols. Es criaven conills i llebres i existien dipòsits de peixos. Els porcs blancs eren alimentats en estables, però els negres, semblants als senglars, pasturaven als boscos alimentant-se de garrofes, prunes, glans i pomes silvestres.

### Els petits dominis
En la petita propietat es reproduïa la situació dels grans dominis, però el cultiu anava a càrrec exclusivament del propietari i de la seva família, i sols com a excepció treballen esclaus. Les quantitats d'animals i productes eren, per tant, menors. Si la propietat era molt petita es cultivava amb aixada, com un petit hort o jardí. El cultiu més estès eren els cereals, però el més productiu seguia sent la vinya, seguint després les hortalisses, l'olivera, i els productes derivats de la ramaderia. El cultiu menys rendible eren els cereals.

### Distribució i conreu de les terres
Les terres es dividien en gran i petits dominis. Els grans dominis variaven notablement en les dimensions de la seva superfície, i això variava en funció de la província. A partir de les 50 hectàrees podria considerar-se un gran domini, tot i que en el cas de cultius molt rendibles com la vinya podien tenir dimensions més petites. Eren freqüents els dominis de 100 hectàrees i, en alguns casos, n'hi havia que tenien milers d'hectàrees, sobretot en zones amb explotacions ramaderes. En general, quan el domini no era massa gran (entre 50 i 200 hectàrees), el propietari en posseïa uns quants.
Els que feien la feina eren els esclaus i en època de collita es contractava a parcers lliures (Politor) a canvi d'una cinquena part de la collita primer i una novena part més tard. En les explotacions ramaderes, un terç dels treballadors havien de ser homes lliures. Posteriorment els Politor van desaparèixer i van donar pas als Villici, jornalers dirigits pel "procurador" o "intendent de la hisenda". Algunes explotacions agrícoles van arribar a comptar amb centenars de bracers.
El propietari no vivia ni treballava en la hisenda i el seu funcionament es confiava a un administrador. El propietari la visitava periòdicament, encara que es podia donar el cas, sobretot quan vivia en una província allunyada, que no arribés a visitar-la mai.

### Productes agrícoles
Els productes agrícoles més comuns eren: el blat, que es recollia a l'agost, l'ordi i algun altre cereal; després també sembraven naps, el raves, alls, cascalls, tramussos per al bestiar, faves, pèsols i altres farratges. La sembra es feia a la tardor i excepcionalment a la primavera.
Hi havia altres tipus de cultius com l'olivera i la vinya. Pel que fa a arbres fruiters, tenien figueres, pereres, pomeres i d'altres arbres; entre finals de la República i el segle iii es van introduir cirerers, albercoquers, tarongers i llimoners. L'olivera es plantava enmig dels sembrats; en canvi la vinya cobria els vessants dels turons i entre elles no se sembrava res. Els arbres (oms, àlbers, etc.) s'usaven per a fusta de construcció.
Es practicaven el reg i l'adob amb fems, margues i vegetals, calç, argila i sorra. Els prats naturals eren aprofitats i se'ls millorava amb regs artificials.

### Tipus de Ramaderia i tasques agrícoles
La ramaderia es basava en cinc tipus de bestiar:
- Els bous, destinats a les tasques agrícoles, i les vaques. El bestiar boví restava en els estables l'estiu i l'hivern.
- Les ovelles, de les quals s'aprofitava la llana i la carn, era enviat als camps després de la collita.
- Els cavalls, per a l'exèrcit i com a mitjà de transport.
- Els porcs blancs eren alimentats en estables, però els negres, semblants als senglars, pasturaven als boscos alimentant-se de garrofes, prunes, glans i pomes silvestres.

Havia també gallines i coloms que s'alimentaven del que trobaven. Criaven conills i llebres i, fins i tot, tenien basses amb peixos.
Els animals lliurats a colons o parcers eren cuidats per aquests que havien de retornar una part de les cries i una quantitat de formatge i llet.
La feina al camp es feia amb bous i ases i tiraven de l'arada romana. Com eines s'usaven la pala, l'aixada, el pic, el rul·lo, la falç, la forca i d'altres estris. L'ase s'utilitzava preferentment en el transport (fems, llavors, productes...) i per moure les rodes dels molins de farina.
El cavall era per a l'ús personal del propietari o es criava per vendre'l. Els bous procedien de compres i estaven castrats i s'usaven uns dos bous per cada 25 hectàrees. En els dominis agrícoles s'usava un bou per cada 10 hectàrees aproximadament, i un ase per cada 15 hectàrees.

### La mà d'obra: l'esclau

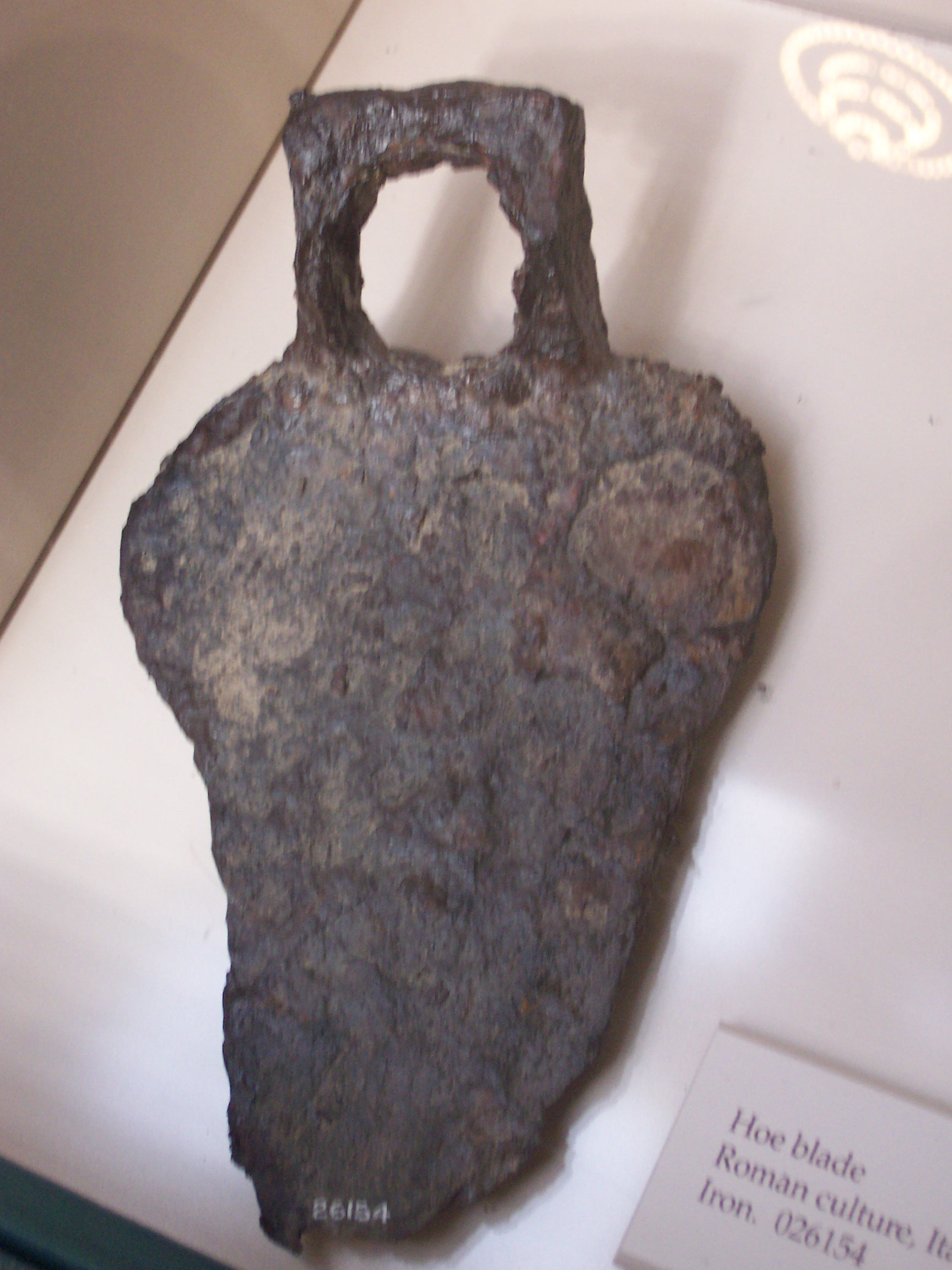
Aixada romana de ferro, 2.000 anys d'antiguitat. Pot ser vista en el Field Museum of Natural History (Chicago).

La feina era realitzat en gran part per esclaus (familia rustica) encapçalats per un capatàs (vilicus) que cobrava i pagava, comprava i venia, exercia la inspecció, i en absència de l'amo també castigava. A les ordenis del vilicus estava la villica, majordoma de la casa rural (cuinera, cuidadora del rebost, del galliner i del colomar). Seguien els bulbuci (llauradors), els criats, el somerer, el porquer i, si hi havia ramat, el pastor o pastors.
Als esclaus se'ls comprava ja adults i quan estaven malalts o vells eren venuts. El nombre d'esclaus d'una hisenda era variable segons el tipus d'explotació. Quants més esclaus hi havia en una finca, menys bracers o jornalers calien. Sovint per evitar l'ús d'un nombre excessiu de bracers, es transformava una explotació agrària en una explotació ramadera.
Les terres agrícoles eren encerclades amb arbres (oms, pins o xiprers) i els prats i vergers eren assetjats amb tanques, estaques, fossats o murs de pedra, totxana o ciment.
Les dependències de la hisenda (Vila Rustica) comprenien: la casa de l'amo, els estables, els graners, els magatzems i els allotjaments del capatàs i dels altres esclaus.
L'amo proveïa de vestits i calçats als esclaus, així com el blat, la sal i altres aliments (olives, peix salat, va venir, oli...) en quantitat proporcionada al treball de cadascú (demensum) per la qual cosa el capatàs, que era el més important però el que menys treballava rebia menys (encara que era el que tenia més possibilitats de ser manumès). La Villica, que s'encarregava de la casa, servia la taula i cuinava els aliments.
Molts esclaus portaven cadenes. Si estaven marcats amb el signe del senyor es deia que portaven el stigma o notatio. Els esclaus podien descansar en els dies festius i en els de pluja (entre 60 i 80 a l'any aproximadament) i després de la sembra, a l'hivern (uns trena dies). Sovint els propietaris es prestaven els esclaus dintre seu, per ajudar-se desinteressadament, o per un salari convingut. Rarament es contractava a treballadors estrangers llevat del temps de la sega que es necessitava més gent. Llavors es contractaven segadors als quals es pagava amb una part de la collita recollida. Hi havia fins i tot qui acudia a les collites amb els seus esclaus. Altres vegades l'amo venia la collita abans de recollir-la i el comprador feia la recol·lecció. Moltes vegades els amos posaven la collita en mans dels publicans.
Les grans hisendes dedicades a la ramaderia estan formades per terres de pastures i de boscos sent la seva extensió més gran que els grans dominis agrícoles (es pot dir que com a mínim superaven les dues-centes hectàrees, i en alguns casos arribaven fins a diversos milers).
El bestiar pastava en les muntanyes durant l'estiu, i en els plans a l'hivern (normalment en les terres ermes o allà on ja s'havia recollit la collita en els casos d'existir també explotació agrícola). Els ramats estaven formats per ovelles, cavalls, bous, ases i muls, els quatre últims destinats a la venda als pagesos, i també a l'exèrcit, als carreters i a altres. També havia bandades de porcs i cabres. La ramaderia més important era la d'ovelles, de les quals s'aprofitava la llana (els vestits més usuals eren de llana) i de les quals la carn era apreciada en moltes províncies. La cura dels ramats d'ovelles corresponia gairebé sempre a esclaus que a l'estiu romanien sempre amb el bestiar, fins i tot de nit, allotjant-se en tot cas en cabanyes o enmig d'assetjats. El pastor, encara que esclau, gaudia de llibertat de moviments i se li donaven cavalls i armes.
En la petita propietat es reproduïa la situació dels grans dominis, però el cultiu anava a càrrec exclusivament del propietari i de la seva família, i sols com a excepció treballen esclaus. Les quantitats d'animals i productes eren, per tant, menors. Si la propietat era molt petita es cultivava amb aixada, com un petit hort o jardí. El cultiu més estès eren els cereals, però el més productiu seguia sent la vinya, seguint després les hortalisses, l'olivera, i els productes derivats de la ramaderia. El cultiu menys rendible eren els cereals.
L'economia ciutadana estava basada en els gremis d'activitat, i entre ells els nous gremis dels joiers, obrers de la seda, obrers del lli, obrers de la púrpura, perfumistes, saboners, cerers, adobadors, carnissers, peixaters, tahoners i altres.

## Economia a la Hispània Romana
L'economia d'Hispània va experimentar una forta evolució durant i després de la conquesta del territori peninsular per part de la República Romana, de tal forma que, d'un terreny prometedor encara que ignot, va passar a convertir-se en una de les més valuoses adquisicions de la República i l'Imperi Romà i en un puntal bàsic de l'economia que sustentava l'auge de Roma.

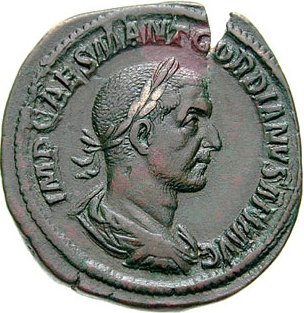
Moneda hispànica

### L'economia preromana
Anteriorment a l'entrada de Roma a Ibèria, la pràctica totalitat de la península es basava en una economia rural de subsistència amb poc o molt escàs tràfic comercial, excepció feta dels majors nuclis urbans, situats sobretot en la costa mediterrània, que sí que mantenien un contacte regular amb el comerç grec i fenici.

### L'estratègia econòmica de la conquesta romana
Per a més informació sobre aquest període històric vegeu: Conquesta d'Hispània.
Tradicionalment havien circulat per tot el Mediterrani les llegendes fenícies sobre les infinites riqueses de Tartessos, i sobre com les expedicions comercials regressaven de la costa hispana carregades de plata. Indubtablement, aquestes històries contribuïen a incrementar l'interès de les potències mediterrànies per la península Ibèrica.
Després de la derrota en la Primera Guerra Púnica, Cartago es va veure atabalada per la pèrdua d'importants mercats i pel tribut que havia de pagar a Roma com compensació per la guerra. Amb la finalitat de pal·liar aquesta situació, van decidir expandir-se per la costa d'Ibèria, que fins llavors quedava fora de l'àrea d'influència romana. Cartago, interessada sobretot a obtenir el benefici ràpid, va explotar les mines de plata per tot el litoral andalús i llevantí, extraient importants quantitats d'aquest metall amb el qual es finançaria en gran part la Segona Guerra Púnica i la campanya italiana d'Hanníbal.
Per aquest motiu entre d'altres, un dels primers objectius estratègics de Roma a l'envair la península va ser arrabassar a Cartago les mines properes a Cartago Nova. En part a causa de la pèrdua d'aquests recursos, i en gran part a causa de l'aïllament que havia quedat, Hanníbal va haver de renunciar a la guerra a Itàlia el 206 aC.
Després de l'expulsió de Cartago, part dels pobles indígenes d'Hispània van quedar obligats a pagar tributs a Roma a través d'una intricada xarxa d'aliances i vassallatges. A pesar d'això, al llarg dels segles segle ii aC i segle i aC, Roma va tenir als territoris de la Hispània encara no conquistada com un lloc propici per al saqueig i la rapinya, trencant amb freqüència els tractats de pau que, com els acordats en temps de Semproni Grac, havien permès períodes perllongats de pau. L'aixecament dels pobles celtibers i lusitans només va servir per a augmentar els ingressos de Roma a través dels immensos botins de guerra obtinguts en campanyes com les de Cató el Vell.
Aquesta política d'obtenció de riqueses per la força va tenir la seua continuïtat en les campanyes de Pompeu i posteriorment de Juli Cèsar, de qui conten les cròniques que va acudir no només a lluitar contra Pompeu, sinó a lucrar-se de la conquesta per a pagar als seus creditors.
Mentrestant, la costa mediterrània hispana, que havia estat conquistada durant la guerra contra Cartago i ràpidament romanitzada, començava la seva expansió econòmica i comercial que prompte faria famosa a Hispània en el món romà.

### L'economia de la Hispània romanitzada
A més de l'explotació dels recursos minerals, Roma va obtenir amb la conquesta d'Hispània l'accés a les quals probablement foren les millors terres de labor de tot el territori romanitzat. Per tant, es feia necessari posar aquelles terres en explotació com més aviat millor. Durant tota la dominació romana, l'economia productiva hispana va experimentar una gran expansió, afavorida a més per unes infraestructures viàries i unes rutes comercials que li obrien els mercats de la resta de l'imperi.